# ドント・レット・ミー・ダウン
「ドント・レット・ミー・ダウン」（Don't Let Me Down）は、ビートルズの楽曲である。1969年4月にシングル盤『ゲット・バック』のB面曲として発売された。レノン＝マッカートニー名義となっているが、ジョン・レノンによって書かれた楽曲。1969年に行なわれたゲット・バック・セッション中にレコーディングされた本作には、ビリー・プレストンがエレクトリックピアノで参加しており、シングル盤には「ザ・ビートルズ・ウィズ・ビリー・プレストン」と表記されている。

## 背景・曲の構成
「ドント・レット・ミー・ダウン」は、レノンが後に妻となるオノ・ヨーコに向けたラブソングとして書いた楽曲。ポール・マッカートニーは「ジョンはヨーコと一緒にいて、ヘロイン中毒で偏執病に陥っていて危なかった。興奮したり、笑い出したり、密かに恐怖を感じていたこともあっただろう。『ドント・レット・ミー・ダウン』は、そんなジョンの心の叫びだった。ヨーコにそう言おうとしてたんだね。『ここから抜け出す。弱さをすべてさらけ出す。だから僕をがっかりさせないで』って…泣いて助けを求めていた」と語っている。
曲のキーはEメジャーで、ヴァース、コーラス、ブリッジは共に4拍子となっているが、ヴァースに移行する際に4分の5拍子に変わる。音楽学者のアラン・ポラックは「ベースとリードギターで交互に入るヴァースでオクターブで演奏する対位法のメロディは、ビートルズの作品でよく見られる、斬新なインストゥルメンタルのタッチの1つ」と述べている。

## レコーディング・リリース
「ドント・レット・ミー・ダウン」は、1969年に行なわれたゲット・バック・セッション中にレコーディングされ、複数のテイクが存在している。1969年1月28日にレコーディングされたテイクは、同年4月に発売された『ゲット・バック』のB面曲として発売された。B面曲ながら、Billboard Hot 100で最高位35位を記録した。本作は1969年秋に発売が予定されていたアルバム『ゲット・バック』にも収録される予定となっていたが、同作は発売延期の末に未発表となった。その後フィル・スペクターによって再プロデュースされ、アルバム『レット・イット・ビー』として発売されたが、本作は未収録となった。
1969年1月30日にアップル・レコード本社の屋上で行われたビートルズ最後のライヴ「ルーフトップ・コンサート」では2回演奏され、1回目の演奏が映画『レット・イット・ビー』に収録され、2回の演奏と繋ぎ合わせた音源が2003年11月に発売された『レット・イット・ビー...ネイキッド』に収録された。2015年に発売された映像作品『ザ・ビートルズ 1+』に収録されたミュージック・ビデオは、ルーフトップ・コンサートでのライブ映像で構成されているが、音源は『レット・イット・ビー...ネイキッド』収録テイクが使用された。
1969年1月28日のテイクは、『ヘイ・ジュード』、『ザ・ビートルズ1967年〜1970年』、『パスト・マスターズ Vol.2』、『モノ・マスターズ』などのコンピレーション・アルバムにも収録されており、1988年に公開された『イマジン』のサウンドトラック・アルバムにも収録された。

## 評価
『オールミュージック』のリッチー・アンターバーガーは「ビートルズの最も強力なラブソングの1つ」と評していて、スティーヴン・トマス・アールワインは「胸を締めつけるようなソウル」と評している。ジャーナリストのロイ・カーとトニー・タイラーは「苦悩の専門家ジョン・ウィンストン・オノ・レノンによる素晴らしいすすり泣き。今日まで最も過小評価されているビートルズの重要な曲の1つ」と評している。

## クレジット
※出典
- ジョン・レノン - リード・ボーカル、リズムギター
- ポール・マッカートニー - ベースギター、バッキング・ボーカル
- ジョージ・ハリスン - リードギター、バッキング・ボーカル
- リンゴ・スター - ドラム
- ビリー・プレストン - エレクトリックピアノ

## チャート成績
| チャート (1969年)               | 最高位 |
| ------------------------------- | ------ |
| ベルギー (Ultratop 50 Wallonia) | 1      |
| US Billboard Hot 100            | 35     |

| チャート (2021年)               | 最高位 |
| ------------------------------- | ------ |
| US LyricFind Global (Billboard) | 12     |

## カバー・バージョン
- ディラード&クラーク（英語版） - 1969年に発売されたアルバム『Through the Morning, Through the Night』に収録[18]。
- マーシャ・グリフィス（英語版） - 1969年にシングル盤として発売[19]。
- ハリー・ジェイ・オール・スターズ（英語版） - 1969年に発売されたシングル『The Liquidator』に収録[20]。
- ベン・E・キング - 1970年に発売されたアルバム『Rough Edges』に収録[21]。
- シャーロット・ダダ - 1971年にガーナで発売されたシングル盤『Ha Po Zamani』に収録。
- フィービ・スノウ - 1977年に発売されたアルバム『It Looks Like Snow』に収録[22]。
- 西城秀樹 - 1978年に開催されたライブで演奏。このライブでの演奏は、同年に発売されたライブ・アルバム『BIG GAME'78 HIDEKI』に収録された。
- アニー・レノックス - 1992年にアメリカで発売されたシングル盤『ウォーキング・オン・ブロウクン・グラス』のB面に収録。
- 忌野清志郎&仲井戸麗市 - 1988年に発売されたビートルズのトリビュート・アルバム『抱きしめたい』、2005年に発売されたジョン・レノンのトリビュート・アルバム『HAPPY BIRTHDAY, JOHN』[23]に収録。
- リアン・パリス（英語版） - 1993年にシングル盤として発売[24]。
- ジーン - 1996年に発売されたコンピレーション・アルバム『To See the Lights』に収録[25]。
- ステレオフォニックス - 2001年に公開された映画『アイ・アム・サム』のサウンドトラックとして演奏[26]。
- ポール・ウェラー - 2003年に発売されたコンピレーション・アルバム『Fly on the Wall - B Sides and Rarities』に収録[27]。
- グレッグ・ブラウン（英語版） - 2004年に発売されたライブ・アルバム『In the Hills of California』に収録[28]。
- デイナ・ヒュークス（英語版）&マーティン・ルーサー・マッコイ（英語版） - 2007年に公開された映画『アクロス・ザ・ユニバース』のサウンドトラックとして演奏[29]。
- マルーン5 - 2008年に開催されたライブ『ReAct Now: Music & Relief』で演奏。
- アグロライツ（英語版） - 2012年に発売されたライブ・アルバム『UNLEASHED LIVE Vol.1』に収録[30]。
- ジョン・メイヤー&キース・アーバン - 2014年に開催されたトリビュート・ライヴ『The Night That Changed America: A Grammy Salute to The Beatles』で演奏[31]。